# Silene barbara
Silene barbara är en nejlikväxtart som beskrevs av René Charles Maire. Silene barbara ingår i släktet glimmar, och familjen nejlikväxter. Inga underarter finns listade i Catalogue of Life.